# Locika dubová
Locika dubová (Lactuca quercina) je druh rostliny z čeledi hvězdnicovité (Asteraceae). Je to vysoká bylina která se vyskytuje v Jižní a Střední Evropě a v Západní Asii. V Česku se vyskytuje hlavně na jižní a jihozápadní Moravě, v Čechách je mnohem vzácnější.

## Popis
Locika dubová má výšku zpravidla mezi 50 až 100 centimetry, ale může být i vyšší. Má žluté květy. Je to dvouletá (vzácně jednoletá) léčící bylina. Má hlízovitě ztlustlý kořen.